# Itō Masami

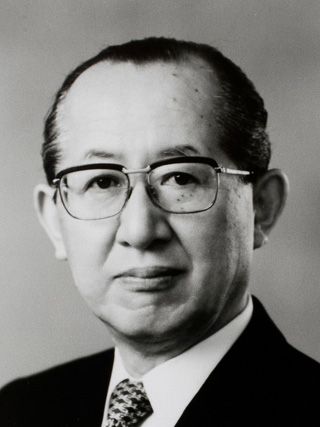
Itō Masami

Itō Masami (japanisch 伊藤 正己; geboren 12. September 1919 in Akashi (Präfektur Hyōgo); gestorben 27. Dezember 2010 in Tōkyō) war ein japanischer Rechtsgelehrter mit den Schwerpunkten Anglo-amerikanisches Recht und Verfassungsrecht.

## Leben und Wirken
Itō Masami machte 1943 seinen Studienabschluss an der Juristischen Fakultät der Universität Tōkyō und befasst sich dann mit dem Recht der damaligen Kriegsgegner Großbritannien und den USA. Nach Ende des Pazifikkriegs wurde er 1948 Assistenzprofessor an der Universität Tōkyō. Ab 1957 bildete er sich an der Stanford- und an der Harvard-Universität weiter. Nach seiner Rückkehr 1957 wirkte er bis 1980 wirkte er als Professor an seiner Alma Mater. Anschließend war er bis 1989 Richter am Obersten Gerichtshof tätig.
Itō hat sich eingehend mit dem parlamentarischen System und den Gesetzen zu Grunde liegenden Regeln in Großbritannien sowie mit dem Recht auf Privatsphäre befasst. Sein Werk „Freiheit der Rede und der Presse“ (言論、出版の自由; Genron, shuppan no jiyū) aus dem Jahr 1959 war eine für Japan richtungsweisende Darstellung der Problematik, basierend auf Materialien der USA. Er erhielt für dieses Werk den Preis der Akademie der Wissenschaften (日本学士院賞, Nihon gakushi-in shō). Während seiner Tätigkeit am relativ konservativen Obersten Gerichtshof verfasste er ergänzende bzw. abweichende Vorstellungen in vielen wichtigen Fällen. Er äußerte sich oft in der englischsprachigen Japan Times zu Rechtsfällen in Japan.
1994 wurde Itō als Person mit besonderen kulturellen Verdiensten geehrt und 1999 mit dem Kulturorden ausgezeichnet.